# Караниколова мелница
Караниколовата мелница (на гръцки: Σησαμοτριβείο Καρανικόλα) е историческа производствена сграда, мелница, в град Воден, Гърция.
Сградата на Караниколовата мелница е важен елемент в изследването на развитието на архитектурата в града.
В 1997 година като пример за традиционната производствена архитектура мелницата е обявена за паметник на културата.